# Telestas (Sohn des Priamos)
Telestas (altgriechisch Τελέστας Teléstas) oder Telestes (Τελέστης Teléstēs) ist in der griechischen Mythologie der Sohn des Priamos mit einer Nebenfrau.
Er soll im Kampf vor den Mauern Trojas von Diomedes getötet worden sein.